# Palpostoma laticorne
Palpostoma laticorne är en tvåvingeart som först beskrevs av Verbeke 1962.  Palpostoma laticorne ingår i släktet Palpostoma och familjen parasitflugor. Inga underarter finns listade i Catalogue of Life.